# Frank H. Hyland
Frank H. Hyland (* 1880 in Iowa; †  1934) war ein US-amerikanischer Politiker. Zwischen 1923 und 1925 war er Vizegouverneur des Bundesstaates North Dakota.

## Werdegang
Frank Hyland besuchte das Iowa Agricultural College, die heutige Iowa State University  in Ames. Dann zog er nach North Dakota, wo er im Ramsey County als Farmer arbeitete. Außerdem wurde er als Auktionator bekannt. In diesem Beruf war er auch in den Nachbarstaaten North Dakotas tätig. Zwischenzeitlich  war er, vor allem in den Wintermonaten, in Chicago  Lehrer für zukünftige Auktionatoren. Politisch schloss er sich der  Republikanischen Partei an. In den Jahren 1911 und 1912 saß er als Abgeordneter im Repräsentantenhaus von North Dakota; von 1913 bis 1920 gehörte er dem Staatssenat an.
1922 wurde Hyland an der Seite von Ragnvald A. Nestos zum Vizegouverneur von North Dakota gewählt. Dieses Amt bekleidete er zwischen 1923 und 1925. Dabei war er Stellvertreter des Gouverneurs und Vorsitzender des Staatssenats. Zwischen 1929 und 1932 war er erneut Staatssenator. 1932 kandidierte er als Unabhängiger erfolglos für das Amt des Gouverneurs von North Dakota. Er starb im Jahr 1934.